# 南山大学短期大学部
南山大学短期大学部（日语：／ Nanzan Daigaku Tanki Daigakubu *），简称南短（なんたん），是過去一所位于日本爱知县名古屋市昭和区的私立短期大学。前身是南山短期大学（日语：／ Nanzan Tanki Daigaku *）。

## 概要

### 简介
- 学校最早可以追溯到1932年[2]。短期大学为于1968年开办[2]、由学校法人南山学园经营、来源于天主教修道会。开始招収只女学生。

### 历史
- 1968年 南山短期大学成立并同时设置英语科[2]。
- 1973年 人类关系科成立[3]。
- 1999年 人类关系科招生最后[3]。
- 2001年 今年5月29日人类关系科停办[3]。
- 2011年 校园迁到现在地。改校名为南山大学短期大学部[4]。
- 2016年 最后一年招生、次年停止招生

### 宪章
- 请参看南山大学短期大学部的标志 （页面存档备份，存于） （日語） 2013年12月15日阅览。

## 学校环境
- 校区：在爱知县名古屋市昭和区

## 组织

### 学科
- 英语科

### 前学科
- 人类关系科[注 1]

### 专科
| - 没有 |

### 业余课程
| - 没有 |

### 附属机关
| - 人际关系研究中心：成立于1977年、停办于2000年。 |

## 知名校友
- 桥本美穗：自由播报员
- 田中优夏：中途退学。时装模特儿
- 大岛真寿美：小说家

## 相关链接
- 日本短期大学列表
- 名古屋圣灵短期大学：已停办
- 南山大学